# NGC 4954
NGC 4954 este o galaxie lenticulară situată în constelația Dragonul. A fost descoperită în 22 noiembrie 1797 de către William Herschel. Se află la o distanță de 127,7 de megaparseci de Pământ.